# Kłosowice (przystanek kolejowy)
Kłosowice – nieczynny przystanek osobowy, na linii kolejowej nr 368, we wsi Kłosowice, w województwie wielkopolskim, w gminie Sieraków.

## Ruch osobowy
Z uwagi na małe zainteresowanie usługami świadczonymi przez PKP od roku 1995 ruch pociągów osobowych na trasie Szamotuły – Międzychód został zawieszony.